# Tylice Gwiździny
Tylice Gwiździny – zlikwidowany przystanek osobowy w Tylicach na linii kolejowej Nowe Miasto Lubawskie – Zajączkowo Lubawskie, w powiecie nowomiejskim, w województwie warmińsko-mazurskim.